# Nile Wilson
Nile Wilson (* 17. Januar 1996 in Leeds) ist ein ehemaliger britischer Kunstturner und heutiger Webvideoproduzent.

## Erfolge
Sein größter Erfolg war der Gewinn der Bronzemedaille bei den Olympischen Sommerspielen 2016 in Rio de Janeiro am Reck sowie die Vizeweltmeisterschaft im Mehrkampf mit der britischen Mannschaft bei den Weltmeisterschaften 2015. Außerdem gelang ihm der Gewinn zweier Goldmedaillen bei den Commonwealth Games 2014 in Glasgow mit der Mannschaft und am Reck. Am 14. Januar 2021 gab er auf seinem Youtube-Kanal seinen Rücktritt vom professionellen Turnen bekannt.

## Social Media
Wilson wurde außerdem durch seinen YouTube-Kanal bekannt. Hier hatte er im März 2024 mehr als 1,58 Millionen Abonnenten. Mehrfach wöchentlich werden Vlogs vom Training, von Wettkämpfen und der Freizeit veröffentlicht. Einen weiteren Kanal betreibt er mit seinem Vater Neil Wilson.